# Philippe Bérot
Philippe Patrice Bérot-Lite (Tarbes, 29 gennaio 1965) è un ex rugbista a 15 e allenatore di rugby a 15 francese, dal 2012 tecnico dei tre quarti della Nazionale italiana come assistente di Jacques Brunel.

## Biografia
Cresciuto a Lannemezan negli Alti Pirenei, fu lì che Bérot iniziò a muovere i primi passi rugbistici; nel 1983 fu chiamato all'Agen, con il quale, già alla sua prima stagione, giunse alla finale per il titolo; vi giunse in altre tre occasioni (1986, 1988 e 1990), vincendo la finale del 1988.
Esordì in Nazionale nel 1986 contro la Romania e disputò i Cinque Nazioni 1987, 1988 e 1989, vincendoli tutti e tre, il primo con il Grande Slam, il secondo in condominio con il Galles e il terzo in solitaria.
Dopo l'Agen militò nell'Auch, club del quale divenne poi, nel 2000, allenatore.
Nel 2002 guidò il pacchetto di tre-quarti del Castres fino al 2006.
Dopo una stagione al Mont-de-Marsan, nel febbraio 2008 fu chiamato ad allenare il Tarbes, club nel quale è rimasto fino a tutta la stagione sportiva 2011-12.
Il 19 maggio 2012 la Federazione Italiana Rugby ha ingaggiato Bérot come assistente del C.T. Jacques Brunel; il ruolo assegnatogli è quello di allenatore dei tre quarti della Nazionale italiana.

## Palmarès
- Campionati francesi: 1
Agen: 1987-88
- Coppe di Francia: 1
Agen: 1991-92